# الإمبراطور كيكو
الإمبراطور كيكو (باليابانية: 景行天皇 كيكو تينو) هو الإمبراطور الثاني عشر لليابان حسب قائمة أباطرة اليابان. لا يوجد أي تواريخ محددة عن فترة حياته أو حكمه. يعتقد بأن أتسوتا جينغو بني في عهد الإمبراطور كيكو.

## اقرأ أيضا
- إمبراطور اليابان
- قائمة أباطرة اليابان